# Hammelwiese
Die Hammelwiese ist ein Naturschutzgebiet in der Stadt Blankenburg (Harz) im Landkreis Harz in Sachsen-Anhalt.
Das Naturschutzgebiet mit dem Kennzeichen NSG 0063 ist rund 5,84 Hektar groß. Es ist Bestandteil des FFH-Gebietes „Kalkflachmoor im Helsunger Bruch“ und wird vom Landschaftsschutzgebiet „Harz und Vorländer“ umgeben. Es steht seit 1967 unter Schutz, zuständige untere Naturschutzbehörde ist der Landkreis Harz.
Das Naturschutzgebiet liegt südöstlich von Blankenburg (Harz) und nordwestlich von Thale im Naturpark Harz/Sachsen-Anhalt. Es stellt die Reste des in einer Kreidemulde liegenden, letzten kalkhaltigen Durchströmungsmoores in Sachsen-Anhalt unter Schutz. Das Moor wird von kalkhaltigem Grundwasser gespeist. Die Hammelwiese wurde bis in die 1960er Jahre als Weide genutzt und sporadisch gemäht. Danach fiel sie brach, so dass sich feuchte- und kalkliebende Pflanzen ausbreiten konnte. So sind hier Stumpfblütige Binse, Herbstzeitlose, Schwarzes Kopfried, Sumpfsitter, Breitblättriges Knabenkraut, Sumpfläusekraut, Gemeines Fettkraut, Gewöhnlicher Teufelsabbiss, Sumpfherzblatt und Gewöhnliche Natternzunge zu finden. Weiterhin befindet sich eine großflächig ausgebildete Engelwurz-Kohldistelwiese, die in gemähtem Zustand reich an konkurrenzschwachen Kräutern wie Breitblättrigem Knabenkraut, Scharfem Hahnenfuß und Sumpfpippau ist, im Naturschutzgebiet. Weitere Bereiche werden von Schlank- und Sumpfsegge sowie Schilfröhrichten und Rieden eingenommen.
Die Hammelwiese bietet u. a. Rohrweihe, Wachtelkönig und Braunkehlchen einen Lebensraum. Auch Heuschrecken, wie Sumpfschrecke, Große Goldschrecke sowie Langflüglige und Kurzflüglige Schwertschrecke und Libellen, wie Kleine Pechlibelle, Kleiner Blaupfeil und Nordische Moosjungfer leben hier.
Das Gebiet entwässert über mehrere von Gebüschen begleitete Gräben zum Zapfenbach, der bei Quedlinburg in den Mühlengraben, einem Nebenbach der Bode, mündet. Es grenzt an landwirtschaftliche Nutzflächen, die in direkter Umgebung zur Hammelwiese überwiegend als Grünland genutzt werden. Der Bereich nördlich des Naturschutzgebietes ist mit Bäumen bestanden.